# Schloss Buchholz (Vierkirchen)

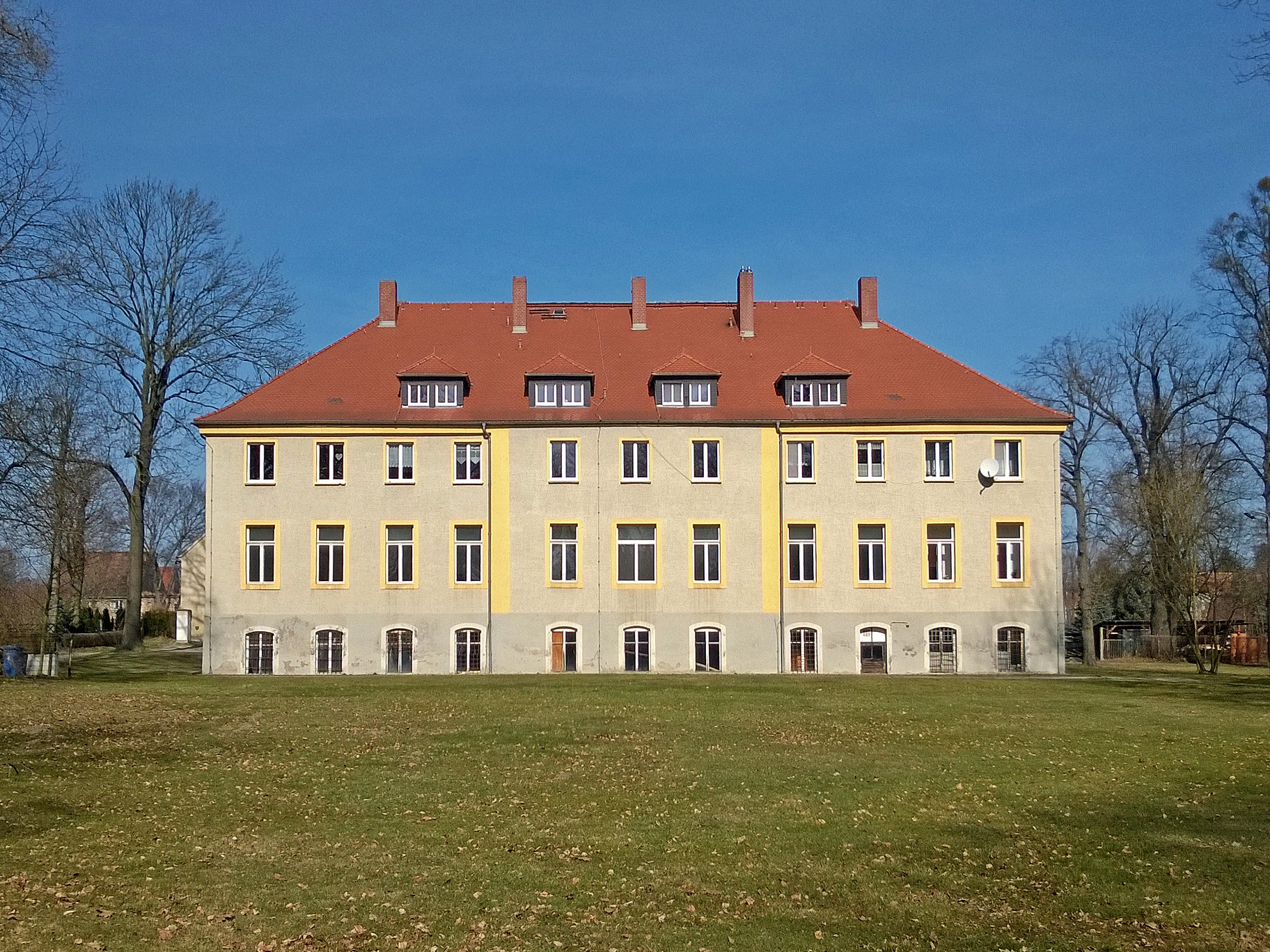
Schloss Buchholz, Rückseite (2015)

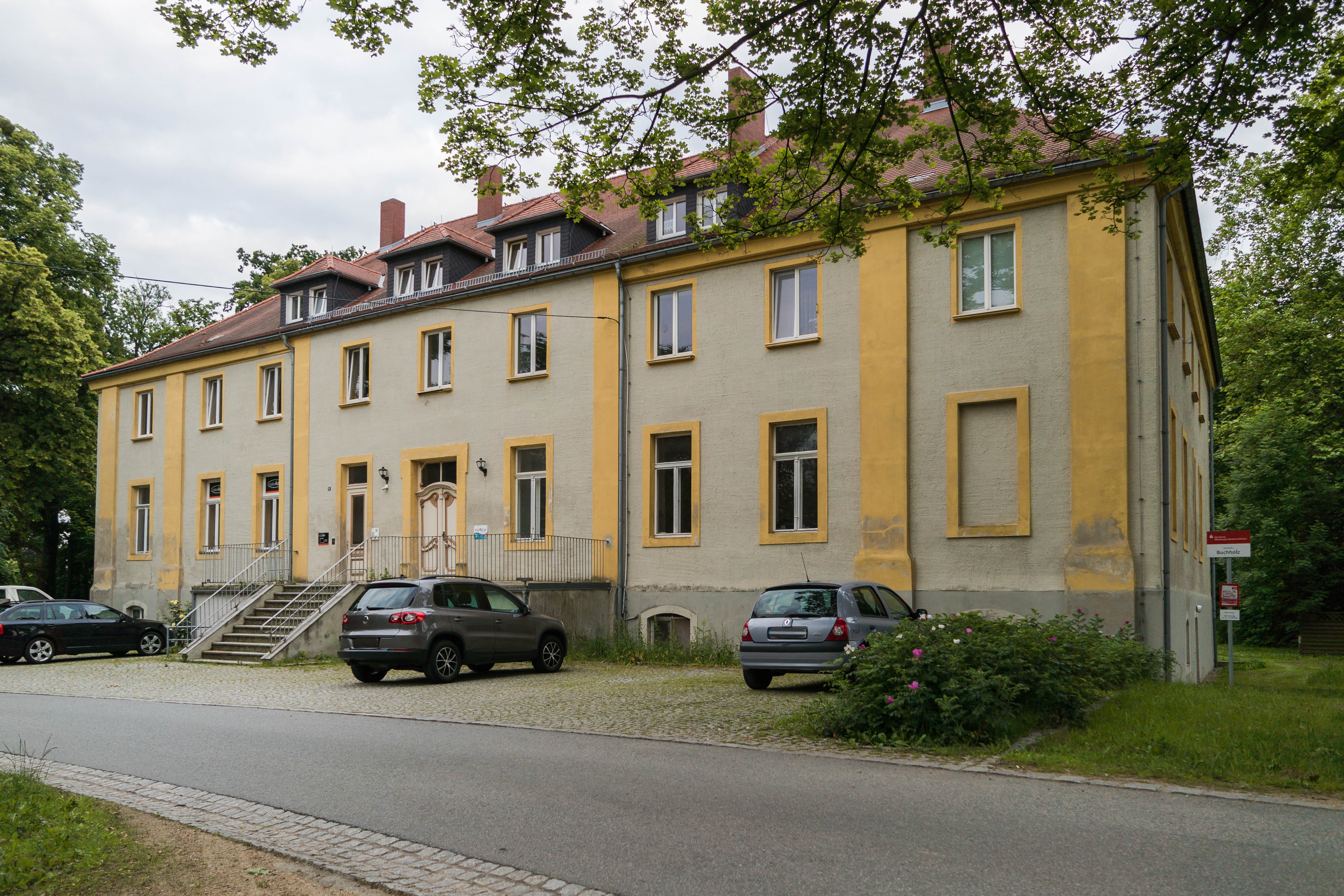
Schloss Buchholz, Frontansicht (2015)

Das Schloss Buchholz (bis 1936 Schloss Krischa) ist ein Herrenhaus im Ortsteil Buchholz der Gemeinde Vierkirchen im Landkreis Görlitz in der sächsischen Oberlausitz. Das im frühen 19. Jahrhundert errichtete Herrenhaus diente als Hauptgebäude des Rittergutes Krischa und steht unter Denkmalschutz.

## Architektur und Geschichte
Das Rittergut Krischa wurde 1563 erstmals erwähnt und befand sich damals bereits im Besitz der Familie von Gersdorff. Das frühere Hauptgebäude wurde 1693 durch einen Brand zerstört und danach durch einen Neubau ersetzt. Im Jahr 1774 kaufte Rudolph Siegismund von Carlowitz das Gut von den Herren von Gersdorff. Das heutige Schloss wurde 1806 unter Karl Friedrich von Hacke errichtet, dieser hatte das Gut im Jahr zuvor erworben. Zwischen 1811 und 1830 gehörte das Schloss Krischa Carl Wilhelm von Emmerich; spätestens ab 1895 sind nur noch bürgerliche Besitzer bekannt. 1906 wurde das Schloss von Eduard Tillgner (1844–1908) gekauft. Dieser ließ das Schloss erneut umbauen.
Im Jahr 1936 wurde der Ort Krischa im Zuge der Germanisierung sorbischstämmiger Ortsnamen in der Lausitz von den Nationalsozialisten in Buchholz umbenannt. Nach dem Ende des Zweiten Weltkrieges wurde die Witwe Wally Tillgner (1850–1945) mutmaßlich aufgrund ihrer Mitgliedschaft in der NSDAP enteignet. Das Schloss Buchholz wurde danach erneut umgebaut, wobei Teile der äußeren Gestaltung verloren gingen. Zur Zeit der DDR befanden sich in den Räumlichkeiten die Verwaltung der Gemeinde Buchholz und ein Kindergarten. Heute wird das Schloss als Wohnhaus genutzt.
Das Schloss Buchholz ist ein zweigeschossiger Bau mit elf Achsen und Walmdach. Die drei mittleren Achsen sind auf beiden Seiten als Risalit hervorgehoben, an der Nordwand ist die Fassade nochmals durch Pilaster gegliedert. Der Zugang an der Nordseite erfolgt über eine Freitreppe.